# Meteorium buchananii
Meteorium buchananii är en bladmossart som beskrevs av Brotherus 1906. Meteorium buchananii ingår i släktet Meteorium och familjen Meteoriaceae. Inga underarter finns listade i Catalogue of Life.